# Староакбулатово (Мішкинський район)
Староакбула́тово (рос. Староакбулатово, башк. Иҫке Аҡбулат) — присілок у складі Мішкинського району Башкортостану, Росія. Входить до складу Акбулатовської сільської ради.
Населення — 151 особа (2010; 167 у 2002).
Національний склад:
- марійці — 87 %